# Jim Doyle
Pour les articles homonymes, voir Doyle.
James « Jim » Edward Doyle, né le 23 novembre 1945 à Washington, D.C., est un homme politique américain, membre du Parti démocrate et quarante-quatrième gouverneur de l'État du Wisconsin de janvier 2003 à janvier 2011.

## Biographie

### Enfance et études
Jim Doyle est né le 23 novembre 1945 à Washington, D.C.. Ses parents, James E. Doyle Sr. et Ruth Bachhuber Doyle, faisaient partie des membres fondateurs du Parti démocrate du Wisconsin. James E. Doyle, Sr. a d'ailleurs concouru pour le poste de gouverneur en 1954 et a été  nommé juge fédéral en 1965 alors que Ruth Doyle fut, en 1948, la première femme élue du comté de Dane, à l'assemblée d'État du Wisconsin.
Diplômé de l'université de Madison, Jim Doyle partit en Afrique s'enrôler dans les Peace Corps à l'appel du président John F. Kennedy. En 1972, il obtint son diplôme en droit de l'université Harvard.

### Carrière politique
Jim Doyle rejoignit dans les années 1970, la réserve indienne navajo de Chinle, dans l'État de l'Arizona, où il travailla en tant qu'attorney. En 1975, il revint à Madison et se fit élire district attorney du comté de Dane. Après trois mandats entre 1977 et 1982, il passa les huit années suivantes au sein d'un cabinet juridique.
En 1990, Jim Doyle fut élu attorney général du Wisconsin. Il fut par ailleurs réélu en 1994 et 1998. Il marqua ses mandats par de grandes victoires contre les compagnies de tabac.

### Gouverneur du Wisconsin
En janvier 2001, le très populaire et indéboulonnable gouverneur républicain Tommy Thompson démissionna pour rejoindre le gouvernement de George W. Bush en tant que Secrétaire à la Santé et aux services sociaux des États-Unis ; le lieutenant-gouverneur Scott McCallum remplaça alors Tommy Thompson pour terminer ses deux dernières années de mandat. Scott McCallum héritait d'un déficit budgétaire très important qu'il ne parvint pas à résorber durant ces deux années, tout en prenant des mesures impopulaires. Jim Doyle en profita alors pour accuser Scott McCallum d'incompétence en matière fiscale.
La campagne électorale de 2002 pour le poste de gouverneur fut considéré comme étant une des campagnes les plus négatives de l'histoire de l'État, où les candidats s'invectivaient en divers anathèmes. Le désintérêt croissant envers les deux principaux candidats favorisa Ed Thompson, le candidat libertarien, qui au soir des élections de novembre 2002, obtint un surprenant 10 % des voix. Néanmoins, ce succès favorisa l'élection de Jim Doyle au poste de gouverneur avec 45 % des suffrages contre 41 % au gouverneur sortant républicain Scott McCallum. La victoire de Doyle mit fin à une présence républicaine de seize ans à cette fonction.
Jim Doyle fut officiellement investi gouverneur le 6 janvier 2003 à Madison, permettant aux démocrates d'être placés à tous les postes de l'exécutif de l'État. Ainsi, en plus des deux sénateurs démocrates de l'État, le gouverneur, le lieutenant-gouverneur, le procureur général et le Secrétaire d'État étaient aussi démocrates et faisaient ainsi face à un pouvoir législatif local dont les deux chambres étaient dominées par les républicains.
Jim Doyle parvint à résorber le déficit, sans pour autant augmenter les impôts. Mais il dût sans cesse négocier avec un législatif hostile. En décembre 2005, il était le trente-quatrième gouverneur le plus populaire du pays, avec un taux d'approbation de 48 %, contre 44 % d'opinions négatives, ex æquo avec le gouverneur George Pataki de New York (Sondage SurveyUSA portant sur 600 résidents de chaque État réalisé du 9 au 11 décembre 2005. Marge d'erreur de 4 %). En novembre 2006, il fut réélu avec 53 % des voix, contre 45 % à son concurrent républicain Mark Green.

## Vie privée
Marié, Jim Doyle est père de deux enfants aujourd'hui adultes.